# Јуљанув Радуцки
Јуљанув Радуцки (пољ. Julianów Raducki) је село у Пољској које се налази у војводству Лођ у повјату Равском у општини Рава Мазовјецка. Налази се у средини земље, око 70 km југозападно од Варшаве.
Налази се на реци Бјалка.
Број становника је око 35.

Од 1975. до 1998. године ово насеље се налазило у Скјерњевицком војводству.